# Ajumako

Ajumako är en ort i södra Ghana. Den är huvudort för distriktet Ajumako-Enyan-Esiam, och folkmängden uppgick till 5 399 invånare vid folkräkningen 2010.